# Euchomenella brevis
Euchomenella brevis är en bönsyrseart som beskrevs av Max Beier 1952. Euchomenella brevis ingår i släktet Euchomenella och familjen Mantidae. Inga underarter finns listade i Catalogue of Life.